# مصطفی رومی
مصطفی رومی یک فرمانده عثمانی بود که در خدمت امپراتوری گورکانی تحت فرمان بابر قرار داشت. او در نبرد نخست پانی‌پت و نبرد خنوه، فرماندهی پیاده‌نظام مسلح به تفنگ آتش‌زن را بر عهده داشت. نقش او به‌عنوان فرمانده نیروهای تفنگدار در این نبردها بسیار حیاتی بود، چرا که این تفنگداران و توپ‌ها به فرماندهی استاد علی‌قلی و مصطفی رومی بودند که باعث پیروزی در میدان نبرد شدند.

## معرفی مصطفی رومی به بابر
روابط اولیه بابر با امپراتوری عثمانی ضعیف بود، چرا که سلطان سلیم یکم به رقیب ازبک بابر، عبیدالله‌خان ازبک، تفنگ‌های آتش‌زن و توپ‌های جنگی قدرتمندی ارائه کرده بود.
در سال ۱۵۰۷، زمانی که از بابر خواسته شد که سلیم یکم را به‌عنوان خراج‌گذار مشروع بپذیرد، بابر از این درخواست سر باز زد و برای مقابله با نیروهای عبیدالله‌خان ازبک، نیروهای قزلباش را گرد هم آورد. این درگیری منجر به جنگ غجدوان در سال ۱۵۱۲ شد.
در سال ۱۵۱۳، سلیم یکم که نگران بود بابر با ایران صفوی متحد شود، با بابر آشتی کرد و استاد علی‌قلی و مصطفی رومی و بسیاری دیگر از ترک‌های عثمانی را برای کمک به بابر در فتوحاتش اعزام کرد. این حمایت خاص، پایه‌ای برای روابط آینده گورکانی-عثمانی شد.
بابر همچنین از آنها تاکتیک استفاده از تفنگ آتش‌زن و توپ در میدان نبرد (نه فقط در محاصره نظامی) را اقتباس کرد، که این امر به او یک مزیت مهم در هندوستان داد.